# 青野暉
青野 暉（あおの・あきら、1931年2月21日 - 2020年7月2日）は、日本の映画監督、演出家、脚本家。

## 経歴・人物
愛媛県宇和島市出身。早稲田大学文学部仏文科卒業。就職に際しては大学の同級生だった今崎暁巳（ドキュメンタリー作家）と共にラジオ東京（後の東京放送）を受験するも、青野と今崎のふたりとも不合格であったという逸話が残る。
1954年に新東宝に入社。当初は企画部配属だったが、演出部へ異動となり石井輝男の下で宇津井健主演の『スーパージャイアンツ』シリーズの助監督を務める。
1961年に新東宝が倒産した後、国際放映へ移籍し、1964年放映のテレビドラマ『いまに見ておれ』（東京放送）で監督デビュー。
これ以後、青島幸男主演版の『意地悪ばあさん』第1作（1968年、よみうりテレビ）と第3作（1981年、フジテレビジョン）で演出と脚本を担当する。青野は青島が1968年の第8回参議院議員通常選挙に当選して国会議員になった後に青島の公設秘書を務めていた時期もあり、1989年、1992年の参議院議員通常選挙比例区に青島が所属する第二院クラブから立候補した経験がある（いずれも落選）。
青野は他にも『ハレンチ学園』（1970年、東京12チャンネル）で脚本を手掛け、『おくさまは18歳』（1971年、東京放送）や『走れ!ケー100』（1973年、東京放送）などで演出（監督）を務めるなど、幅広いジャンルでの活動が特に多かった。
1990年代に入って以降は現役を退き、故郷の愛媛県で隠棲生活を送っていたが、2020年7月2日午前9時24分、胆嚢がんのため、伊予市の病院で死去。89歳没。

## 監督作品

### テレビドラマ
- いまに見ておれ（1964年5月 - 8月、TBS）
- 小さな目（1964年7月 - 12月、TBS・朝日放送制作）
- 男は太郎（1964年10月 - 1965年4月、フジテレビ）監督 兼 脚本
- 国際事件記者（1965年3月 - 7月、TBS）監督 兼 脚本
- おヽい雲!（1965年11月1966年3月、NETテレビ）
- 意地悪ばあさん(1)（1967年9月 - 1969年6月、読売テレビ）監督 兼 脚本
- 青島幸男のしまった!（1967年10月 - 1968年3月、TBS）
- 泥棒育ちドロボーイ（1968年10月 - 12月、日本テレビ）
- 独身のスキャット（1970年1月 - 3月、TBS）
- 恋人はＬサイズ（1970年5月 - 9月、フジテレビ）
- 髪結い八重ちゃん（1970年9月 - 12月、TBS）プロデュース作品、演出は三輪彰
- おくさまは18歳（1970年9月 - 1971年9月、TBS）
- ハレンチ学園（1970年10月 - 1971年4月、東京12ch）
- いじわるばあさん（1970年10月 - 1971年8月、読売テレビ）アニメ、演出兼脚本
- ハイカラ一泊旅行（1971年6月、TBS）
- オミアイ一泊旅行（1971年6月、TBS）
- ドッキリ一泊旅行（1971年6月、TBS）
- ヒヤヒヤ一泊旅行（1971年7月、TBS）
- オヤバカ一泊旅行（1971年8月、TBS）
- ソワソワ一泊旅行（1971年8月、TBS）
- ヘトヘト一泊旅行（1971年8月、TBS）
- プリプリ一泊旅行（1971年9月、TBS）
- バッタリ一泊旅行（1971年9月、TBS）
- シンコン一泊旅行（1971年9月、TBS）
- カンヅメ一泊旅行（1971年9月、TBS）
- なんたって18歳!（1971年10月 - 1972年9月、TBS）
- アイちゃんが行く!（1972年9月 - 1973年3月、フジテレビ・大映テレビ）
- ママはライバル（1972年10月 - 1973年9月、TBS）
- 走れ!ケー100（1973年4月 - 1974年3月、TBS）
- ニセモノご両親（1974年4月 - 8月、TBS）
- 意地悪ばあさん(2)（1981年10月 - 1982年12月、フジテレビ）監督 兼 脚本
- エプロンおばさん（1983年1月5月、フジテレビ）監督 兼 脚本
- 月曜ドラマランド エプロンおばさんスペシャル（1983年8月、フジテレビ）
- 帰って来た意地悪ばあさん（1983年10月、フジテレビ）監督 兼 脚本
- 意地悪ばあさん２　まだまだ…マダマダ…の巻（1984年4月、フジテレビ）監督 兼 脚本
- 意地悪ばあさん　GO!GO!ハワイの巻（1984年10月、フジテレビ）監督 兼 脚本
- 意地悪ばあさん3 便利屋（1985年4月、フジテレビ）監督 兼 脚本
- 意地悪ばあさん 北海道へ追放？の巻（1985年10月、フジテレビ）監督 兼 脚本
- 意地悪ばあさん もう沖縄は夏の色の巻（1986年4月、フジテレビ）監督 兼 脚本
- 意地悪ばあさん 馬はいななく北海道（1986年10月、フジテレビ）監督 兼 脚本
- 意地悪ばあさん 春なお浅し志賀島、幻の金印の巻（1987年4月、フジテレビ）監督 兼 脚本
- 意地悪ばあさん 北海道江差の空は恋模様（1987年10月、フジテレビ）監督 兼 脚本
- 意地悪ばあさんスペシャル…そして伝説へ!（1988年4月、フジテレビ）監督 兼 脚本
- 意地悪ばあさんスペシャル 傑作 意地悪ばあさん・抱腹絶倒!意地悪ギャグ決定版（1988年10月、フジテレビ）監督 兼 脚本
- 意地悪ばあさん（1989年1月、フジテレビ）監督 兼 脚本
- 意地悪ばあさんスペシャル　GO!!豪!!ゴールドコースト移住？の巻（1989年4月、フジテレビ）監督 兼 脚本

## 出演
- 映画監督って何だ!（2006年）須藤五郎（共産党参議院議員）役